# Анастасіос Папанастасіу
Анастасіос Папанастасіу (12 липня 1964) — грецький ватерполіст.
Учасник Олімпійських Ігор 1984, 1988, 1992, 1996 років.